# Timoteo Viti
Timoteo Viti, auch Timoteo della Vite, Timoteo da Urbino, (* 1469 in Urbino; † 1523 ebenda) war ein italienischer Maler der Renaissance, der vor allem wegen Verbindungen zu Raffael bekannt ist.

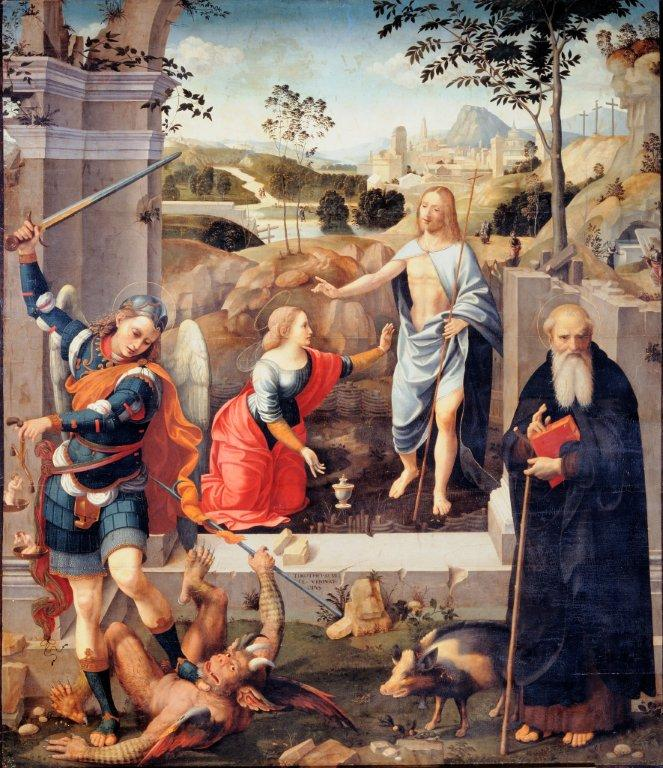
Noli me tangere, San Angelo Minore, Cagli

## Leben
Viti war der Enkel des Malers Antonio Alberti. Nach Giorgio Vasari ging er bei Francesco Francia in Bologna in die Malerlehre, nachdem er zuerst Goldschmied lernte. Dafür gibt es sonst keinen dokumentarischen Beleg, sein Stil zeigte aber Einflüsse der Schule von Bologna. 1495 kehrte er nach Urbino zurück und wurde dort Maler am Hof als Nachfolger des gerade verstorbenen Vaters von Raffael Giovanni Santi, dessen Gemälde von Musen im Herzogspalast er vollendet. Möglicherweise unterstützte er den beim Tod seines Vaters elfjährigen Raffael, der dessen Werkstatt weiterführte und unterrichtete ihn. Sicher ist, dass sie später befreundet waren und Viti erbte nach Raffaels Tod einen Großteil seiner Zeichnungen.

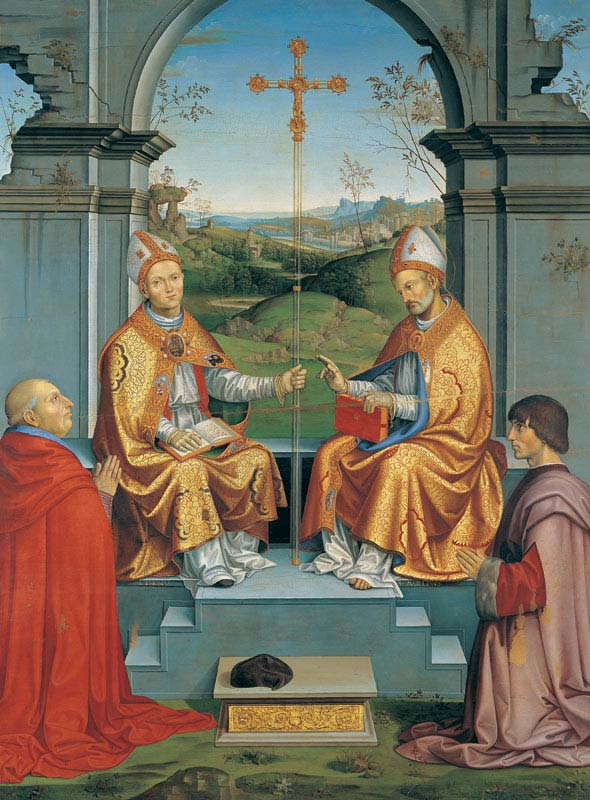
Heilige Thomas Becket und Martin von Tours mit Bischof Arrivabene und Guidobaldo da Montefeltro

Er arbeitete 1503 für Cesare Borgia und malte für ihn Banner,  als dieser vorübergehend Urbino eroberte, und 1504 erhielt er mit Girolamo Genga einen Auftrag für Malereien in der Kathedrale von Urbino (Kapelle San Martino) – aus dieser Zeit stammt auch eines seiner Hauptwerke, der Bischof mit dem Herzog und den Heiligen Thomas Becket und Martin, stilistisch beeinflusst von Perugino. 1508 malte er mit Genga im Palazzo Petrucci in Siena.
Um 1511 war er in Rom und sah Bilder von Raffael der daraufhin eine Weile seinen Stil stark beeinflusste, unter anderem in dem Altarbild Noli me tangere in der Kirche San Angelo Minore in Cagli. 1514 war er einer der Maler, den Raffael für die Fresken in Santa Maria della Pace (Chigi Kapelle) in Rom engagierte (Vasari).
In späteren Werken wie der Madonna mit Heiligem Johannes und Sebastian in der Brera Galerie wandte er sich wieder von Raffael ab und dem Stil des späten 15. Jahrhunderts zu und im Spätwerk (zum Beispiel Maria Magdalena, Kathedrale von Gubbio 1521) verliert sein Stil an Leichtigkeit möglicherweise weil er dort von vielen Schülern seiner Werkstatt unterstützt wurde.
Nach Vasari war er auch Dichter und Musiker. 1508 war er im Stadtrat von Urbino und 1513 Bürgermeister.
Möglicherweise stellte ihn Raffael rechts neben sich als griechischen Maler Protogenes (Raffael stellte Apelles dar) in der Schule von Athen dar, vielleicht ist es aber auch Raffaels Lehrer Perugino.

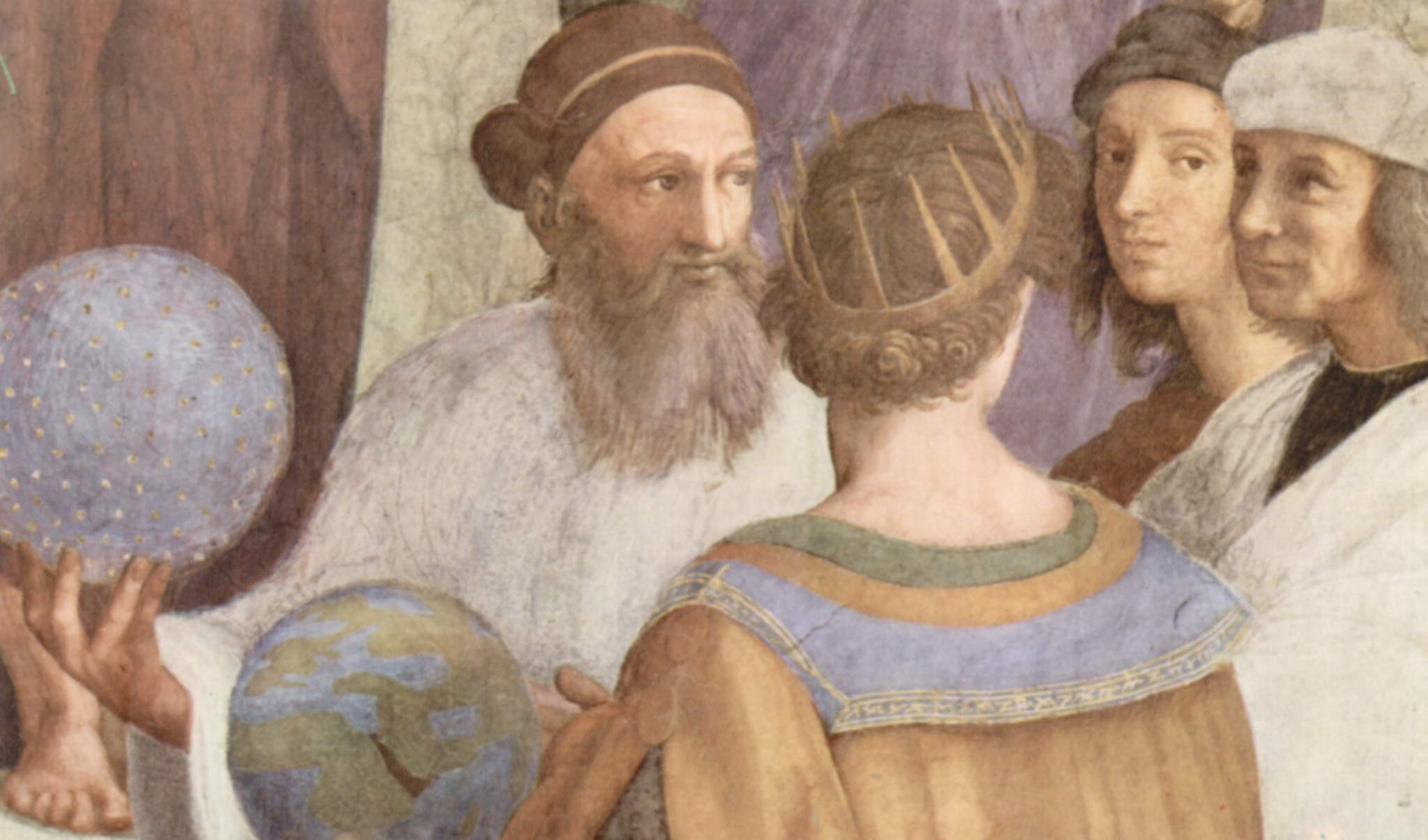
Mögliches Porträt von Viti ganz rechts, Raffael, Schule von Athen

Ein Kreuzungsfresko im Refektorium des Klosters der Kamaldulenser in Bologna wird ihm zugeschrieben (jetzt Große Halle der Fakultät der Bildenden Künste, Universität Bologna).

## Werke (Auswahl)
- Fresken im Palazzo Petrucci in Siena mit Girolamo Genga, 1508
- Madonna mit Kind und mit den Heiligen Johannes und Sebastian, für die Kathedrale von Urbino, Pinacoteca di Brera
- Madonna mit Heiligen, Galleria Nazionale delle Marche im Palazzo Ducale von Urbino, 1514 (ursprünglich für den Dom von Urbino)
- Heiliger Thomas Becket und Heiliger Martin mit dem Erzbischof Giovanni Pietro Arrivabene von Urbino und Herzog Guidobaldo da Montefeltro, 1504, Herzogspalast Urbino
- Maria Magdalena, ursprünglich für die Kathedrale von Urbino, 1508,  Pinacoteca Nazionale di Bologna
- Die Muse Thalia mit  Apollo, ursprünglich für den Tempel der Musen im Palazzo Montefeltro, Urbino, Galeria Corsini, Florenz
- Gottvater, Pinacoteca Ambrosiana (Mailand)
- Noli me tangere, Sant Angelo Minore, Cagli